# ルーク・ギャローズ
ルーク・ギャローズ（Luke Gallows、1983年12月22日 - ）は、アメリカ合衆国の男性プロレスラー。メリーランド州カンバーランド出身。本名はアンドリュー・ウィリアム・ハンキンソン（Andrew William Hankinson）。
WWEの旧リングネームにインポスターケイン（Impostor Kane）、フェスタス（Festus）がある。TNAではDOC（Director of Chaos）のリングネームで活動。日本のプロレス団体ではIGFにてキース・ハンソン（Keith Hanson）、新日本プロレスではドク・ギャローズ（Doc Gallows）としてリングに上がっている。
元妻は女子プロレスラーのアンバー・オニール。

## 来歴

### WWE
ペンシルベニア州や地元メリーランド州のインディ団体で活動後、2005年4月にWWEの下部組織DSWに参戦。
2006年5月にケインを心理戦で苦しめ、同年7月頃にかつてのケインの姿でバックステージに登場。ケインを急襲した。そして、PPVヴェンジェンスで本物のケインと対決。チョークスラムで勝利した。翌日のRAWでケインとランディ・オートンの試合に乱入するが、ケインの逆襲に遭い、チョークスラムを三発喰らわされた。その後、バックステージに連れ込まれ、覆面を剥がされ会場から追放された。その際スキンヘッドであったことが確認できた。それ以降は登場していない。

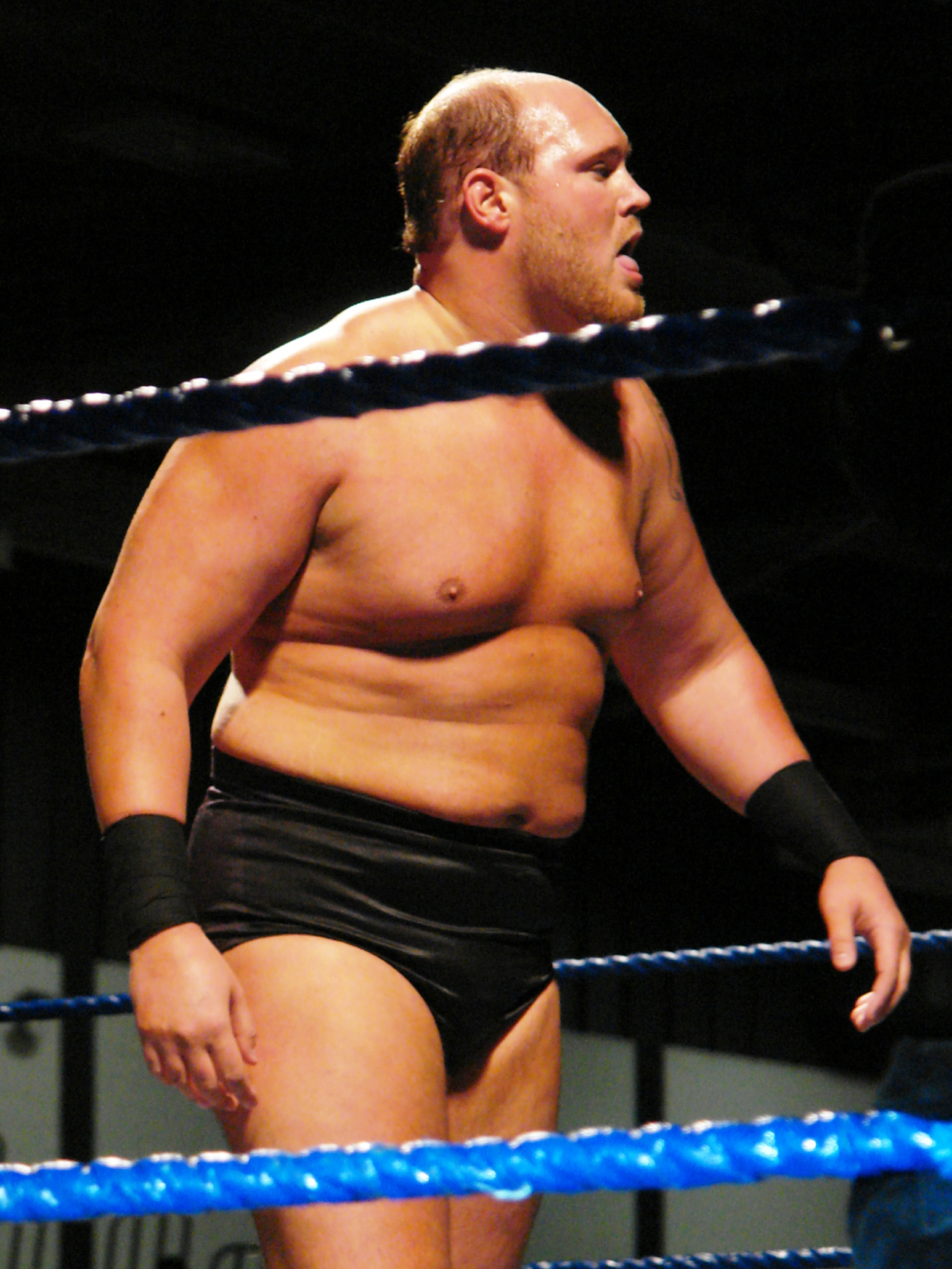
フェスタス時代

2007年5月に、フェスタスとしてジェシーとタッグチームを組みスマックダウンに登場。一度ギミック調整のためOVWに送り返されるも、9月にスマックダウンに再登場した。フェスタスは、平常時はだらしなく舌を出した木偶の坊だが、ゴングがなると凶暴な性格に一変し、巨躯を活かした圧倒的なパワーで大暴れするというギミック。試合が終了し、ゴングが鳴らされると、平常時のうつろな様相に再び戻る。ちなみにリング外でもうつろな表情も売り物であり、ジェシーが彼の顔を指差して「これが…（バリエーションは様々）の顔だぜ！」と言って観客に紹介する場面も、彼らタッグの見せ場の一つである。
2009年、追加ドラフトによりRAWへの移籍が決定し、ジェシーとのタッグを解散する。移籍後はほとんど出演することがなかったが、同年11月に「ルーク・ギャローズ」と名を変えスマックダウンに再登場。これまでのギミックは処方薬の副作用で、中毒から更生させたCMパンクに心酔しているという設定でパンクのタッグパートナーとして活動している。その後、セリーナ、ジョーイ・マーキュリーも同じ設定で仲間に入り、ストレート・エッジ・ソサエティとして活動。8月15日、サマースラムではストレート・エッジ・ソサエティ対ビッグ・ショーの3対1のハンディキャップマッチに臨むが敗北。その後から弟子たちのことを考えないパンクの自己中心的な態度が目立つようになる。9月3日では汚名返上を図った対ビッグ・ショー戦でも敗北、これでビッグ・ショーを倒せないパンクの怒りが爆発して、GTSで沈められてしまう。これによりストレート・エッジ・ソサエティは壊滅状態となり、共に行動することはほとんどなくなり、あっても仲間割れが生じるようになる。9月24日、Smackdown!においてパンクに対して「お前を倒してビールで祝杯をあげてやる」とブレイクエッジを宣言し、清算試合に挑むもGTSで敗戦。その後パンクがRAWにエッジとのトレードで移籍したためストレート・エッジ・ソサエティは完全に消滅。11月4日、Superstarsでヴァンス・アーチャーと対戦し勝利。勝利後笑顔で観客の歓声に応え、ベビーフェイスに転向。しかし、11月19日に解雇が発表された。
解雇後、パンクとは別々のキャリアを辿るが交流関係は続きパンクはストーリーラインでビンスをなじる際コルト・カバナや自身の名前を引き出している。

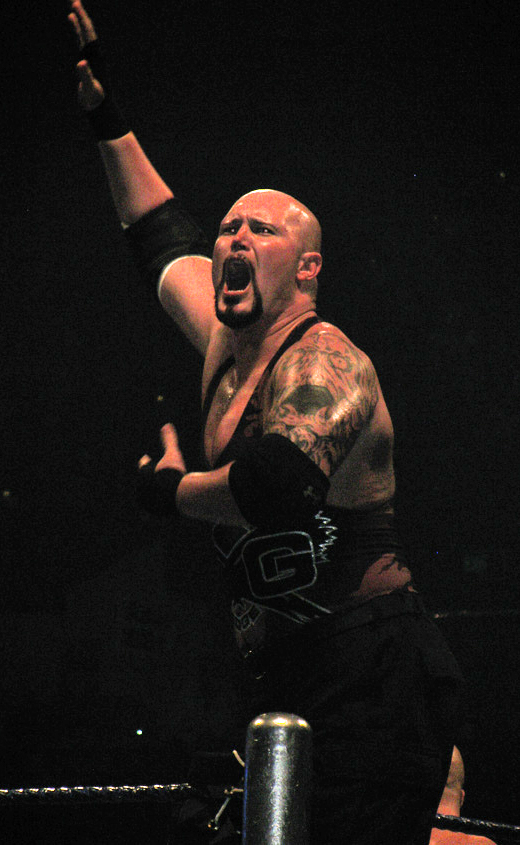
ルーク・ギャローズ時代

### TNA
WWE解雇後、2010年12月3日、IGFのイベントであるINOKI BOM-BA-YE 2010にてスタン・ハンセンを彷彿とさせるカウボーイ・スタイルのコスチュームを身に纏った「キース・ハンソン」のリングネームで登場。ザ・プレデターと対戦して勝利。以降、IGFに定期参戦を続け、2011年4月28日に行われたGENOME15でのIGFチャンピオンシップトーナメント一回戦において、ボビー・ラシュリーとの元WWE出身の対決が実現。しかし、約5分という短い時間でフォール負けを喫した。
2012年6月3日、プロレスリング・ノア主催の名古屋国際会議場大会にルーク・ギャローズとして参戦。10月、TNAと契約を交わし入団。覆面集団であるエイシズ・アンド・エイツ（Aces & Eights）の一員となり、覆面を剥されてからは素顔で「DOC（Director of Chaos）」のリングネームで活動。
2013年7月12日にTNAとの契約が切れて退団した。

### 新日本プロレス

#### BULLET CLUB
2013年11月、新日本プロレスのリングに拠点を移し「ドク・ギャローズ」の名義で参戦。同団体の外国人ヒール・ユニット「BULLET CLUB」の一員となり、同ユニットに所属しているカール・アンダーソンとのタッグで、WORLD TAG LEAGUEにエントリー。予選リーグ戦を1位で通過し、決勝戦でテンコジ（天山広吉&小島聡組）を下して、同リーグ戦を優勝した。
2014年1月4日、新日本主催のレッスルキングダム8にて、アンダーソンとのタッグでIWGPタッグ王座を保持するK.E.S.（ランス・アーチャー & デイビーボーイ・スミスJr.組）と対戦。この試合に勝利を収め、同王座を奪取した。
2015年7月～8月、G1 CLIMAX25に出場。Aブロックにエントリーして、3勝6敗。AJスタイルズとのBULLET CLUB同門対決は、ブラディ・サンデーを決められて、敗北。

### WWE
2016年4月11日、WWE・RAWにてウーソズ（ジェイ・ウーソ & ジミー・ウーソ） vs ソーシャル・アウトキャスト（カーティス・アクセル & ヒース・スレイター）の試合後に勝利したウーソズが勝ち名乗りを上げている際にバックステージよりアンダーソンと共に登場。リング内へと駆け込み襲撃するとジミーにマジックキラーを仕掛け、なおも場外で追撃を加えているところにレフェリーより静止されるとアンダーソンと手で拳銃のサインを見せてリングを後にした。同月18日、RAWにてルーク・ギャローズとしてアンダーソンと共に登場。新日本プロレス時代のBULLET CLUBの仲間であったAJスタイルズとバックステージで再会。スタイルズからWWEに紹介してもらった事に感謝しつつ、今後サポートしていく事を約束。WWE世界ヘビー級王座を保持するロマン・レインズとスタイルズがリング上でのプロモーション終了後、レインズを襲撃した。同月25日、RAWにてギャローズと組んでウーソズを相手にWWEデビュー戦を行う。序盤より攻めて試合の主導権を握るが後半から粘るウーソズに手を患いつつ、リングから場外に向かってきたジミーにスーサイド・ダイブを仕掛けられるがアンダーソンがジミーを捕まえてリング内へ投げ入れると最後にビッグブートからマジックキラーを決めて勝利。試合後、決着が着いているにもかかわらずウーソズを襲撃しているところにレインズの介入に遭い引き上げた。また、同日のレインズ vs スタイルズにて乱入するがスタイルズに止められた隙を突かれスーパーマンパンチを喰らったものの最後にスタイルズがフェノメナール・フォアアームを決めて試合が終了した。
2017年1月29日、Royal Rumble 2017 Kickoffにてアンダーソンと組んでWWEロウタッグ王座を保持するセザーロ & シェイマスに挑戦。終盤に両チームともリング内で入り乱れてる中でシェイマスにマジックキラーを決めてリングから追い出すが、自身がセザーロにクローズラインを喰らい場外に追い出された隙にアンダーソンが背後から丸め込み3カウントを奪って勝利。ベルトを奪取した。
2019年7月29日、RAWでWWEロウタッグ王者チームのザ・リバイバル（スコット・ドーソン & ダッシュ・ワイルダー）にウーソズとトリプルスレットマッチ形式の王座戦に挑む。終盤に3チーム入り乱れる展開からアンダーソンがジェイ・ウーソをスパイン・バスターで排除すると最後にジミー・ウーソにマジックキラーを決めて勝利。王座を戴冠した。
2020年4月15日、2019新型コロナウイルス感染拡大の影響によってWWEの経営環境が悪化したため、ギャローズを含むWWE所属の選手やレフェリーら20人が解雇された。

### インパクト・レスリング
7月18日、インパクト・レスリングと契約したことを発表。

## 得意技
ハングマンズ・ヌース
ドク・ギャローズとしてのフィニッシャー。いわゆるネック・ハンギング・ボム。
披露当初は下記ギャロウズ・ポールと混同されることが多かった。技名は英語で「首つり縄」の意。
ギャロウズ・ポール
ルーク・ギャローズとしてのフィニッシャー。向かい合った相手の両腕をフルネルソン・ホールドの要領で抱え上げ、膝を付きつつ相手の後頭部ないし背中から叩きつける技。
技名の由来は、「絞首刑で縄を吊るす柱」のこと。かつては「12ステップ」の名義として使用していた時期がある。
地獄突き
ギャローズが好んで使用する殴打技。チェンジ・オブ・ペースや様々な場面で使用される。
ビッグ・ブート
試合を展開する上で使用する蹴り技の一つ。二段蹴りも使用する。
ハイキック
大柄な体格でありながら、安定したフォームでの上段蹴りを見せる。主に背面から延髄、後頭部を狙う。
トラース・キック
相手が向かってくるタイミングを見計らって放つカウンター式を主に使用している。
チョークスラム
インポスターケイン時代のフィニッシャー。
ファイヤーマンズキャリー・フラップジャック
相手をファイヤーマンズキャリーの要領で持ち上げ、フラップジャックを仕掛ける。
ダイビング・ラリアット
パイルドライバー

### 合体技

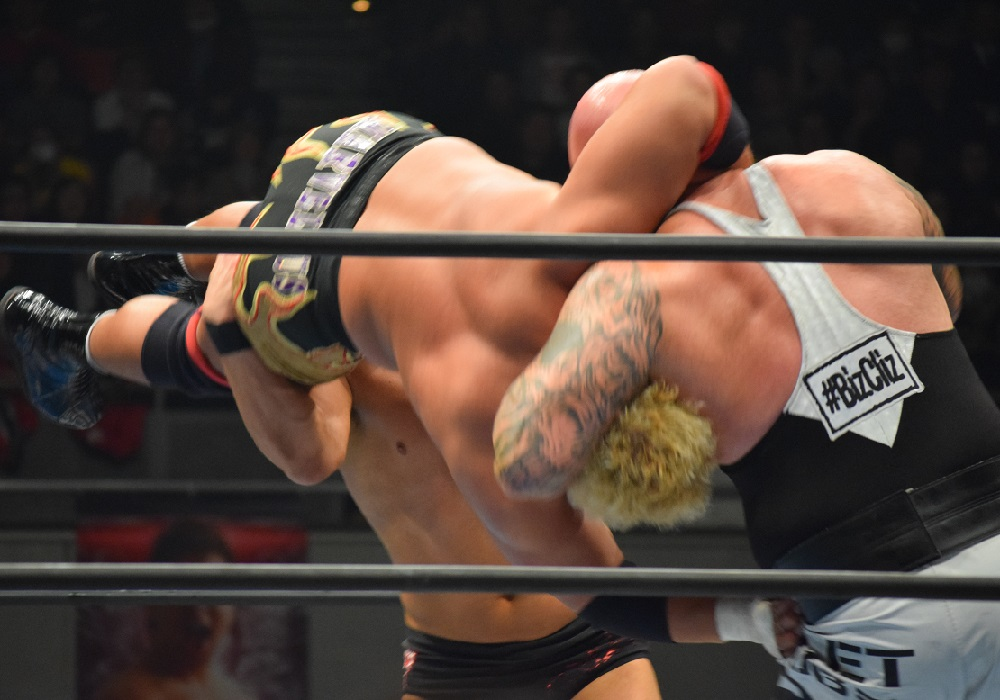
マジックキラー
カール・アンダーソンとの合体技。
ギャローズがブレーンバスターの体勢で相手を抱え上げて、アンダーソンの肩に相手の足を乗せつけ、タイミングよく同時に真横に旋回しながら相手の体をマットに叩きつける。同タッグチームとしてはフィニッシャーとして使用される。
ブーツ・オブ・ドゥーム
自分がファイヤーマンズ・キャリーの体勢で抱え上げた相手へアンダーソンがジャンピング・フロント・ハイキックを仕掛け、その勢いでフラップジャックへ移行。

## タイトル歴
WWE

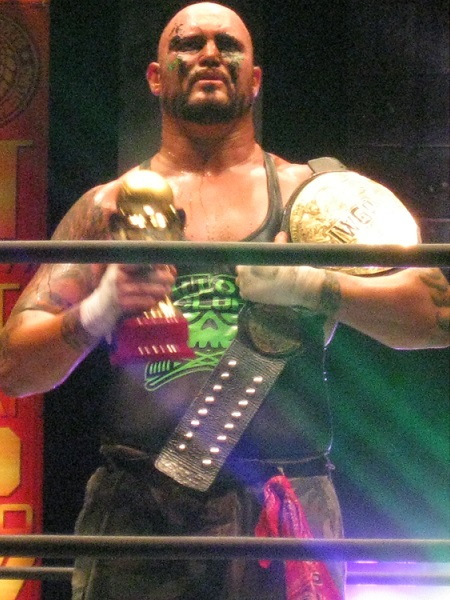
IWGPタッグ王座

- ロウタッグ王座 : 2回（w / カール・アンダーソン）

インパクト・レスリング
- インパクト・レスリングタッグ王座 2回 (w / カール・アンダーソン）

APWA（アメリカン・プロレスリング・アライアンス）
- APWA世界タッグチーム王座（w / ノックス）

NWA（ナショナル・レスリング・アライアンス）
- NWAサザンタッグチーム王座（w / アイスバーグ）

NWL（ナショナル・レスリング・リーグ）
- NWLヘビー級王座

RPW（ランペイジ・プロレスリング）
- RPWヘビー級王座

RCW（リバー・シティ・レスリング）
- RCWタッグチーム王座（w / ノックス）

VCW（ヴァンガード・チャンピオンシップ・レスリング）
- VCWヘビー級王座

新日本プロレス
- WORLD TAG LEAGUE優勝（2013年 , w / カール・アンダーソン）
- TAG TEAM TURBULENCE優勝（2021年 , w / カール・アンダーソン）
- IWGPタッグ王座：3回（第64、66、68代 , w / カール・アンダーソン）

## 入場曲
- Biscuits & Gravy / Jim Johnston

ジェシーとのタッグを組んでいた頃のテーマ曲。2007年 - 2009年まで使用。
- This Fire Burns / Killswitch Engage

ストレート・エッジ・ソサエティ結成時のテーマ曲。
- Massacre / Jim Johnston

2009年 - 2010年まで使用。
- St. Anger / Metallica

2010年 - 2011年まで使用。
- Deadman's Hand / Dale Oliver

インストゥルメンタル版を使用。
- Bad Company / Five Finger Death Punch
- BAZ / 北村陽之介

2014年8月に開催されたG1 CLIMAXから使用。シリーズ終了後は使用されていない。
- Shot'Em / [Q]Brick

「BULLET CLUBのテーマ曲」としても使用されている。
- Omen in the Sky / CFO$
- "Emergence"

O.C.のメンバーとして使用。
- Devil in Your Six / [Q]Brick